# Alexander Hamilton
För andra betydelser, se Alexander Hamilton (olika betydelser).
Alexander Hamilton, född 11 januari 1755 eller 1757 i Charlestown, Saint Kitts och Nevis (i dåvarande Brittiska Västindien), död 12 juli 1804 i New York, var en amerikansk statsman och USA:s första finansminister.

## Federalist

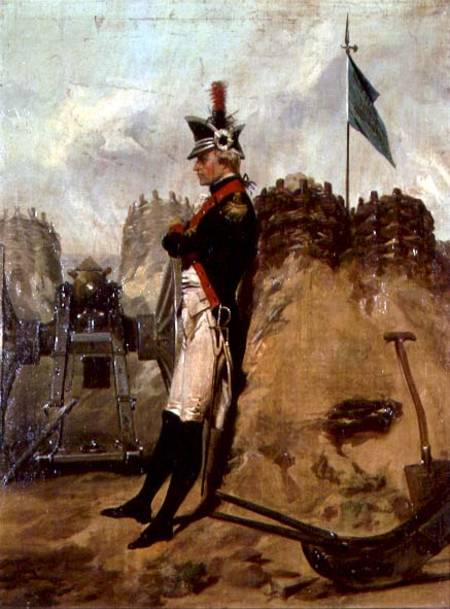
Alexander Hamilton i New York-artilleriets uniform.

Alexander Hamilton föddes, tillsammans med sin äldre bror James Jr, i Västindien som utomäktenskapligt barn till James A. Hamilton och Rachel Faucette. Hans far tillhörde den skotska ätten Hamilton.
Då hans föräldrar inte var gifta nekades han och hans bror medlemskap i den engelska kyrkan och därmed även skolgång i kyrkans skola. De fick istället enskild undervisning och senare lektioner i en privat skola ledd av en judisk rektor.
I oktober 1772 anlände Hamilton till Boston för att bedriva studier i de 13 kolonierna. Efter förberedande studier vid Elizabethtown Academy skrevs han, hösten 1773, in vid King's College (numera Columbia College) i New York som privat student.
Under sina studier deltog han i den livliga debatten mot lojalisterna till den brittiska kronan på de revolutionäras sida, där han svarade på en serie pamfletter skrivna av lojalisten och kyrkomannen Samuel Seabury i sina skrifter A Full Vindication of the Measures of Congress och The Farmer Refuted.
När det nordamerikanska frihetskriget bröt ut blev Hamilton tvungen att avbryta sina studier då King's College stängdes när staden ockuperades av brittiska trupper. Under kriget deltog han på den revolutionära sidan. Han avslutade sina studier först efter kriget genom några månaders självstudier och att avlägga advokatexamen.
Efter krigets slut etablerade sig Hamilton i New York som advokat. Han gjorde sig snart gällande i det politiska livet och var 1782–83 medlem av konfederationsförsamlingen och verkade under intryck av de inre oroligheterna och det ekonomiska livets alla vanskligheter under "the critical period" bland annat genom Federalist Papers för ett stärkande av bandet mellan de nordamerikanska staterna. Vid författningskonventet 1787 var Hamilton en av de mest verksamma krafterna på federalisternas sida. Unionsförslaget tilltalade honom visserligen inte som alltför litet centralistiskt, men han anammade det av praktiska skäl samt verkade ivrigt för dess antagande. I agitationen härom blev han federalisternas allsmäktige ledare.

## Finansminister

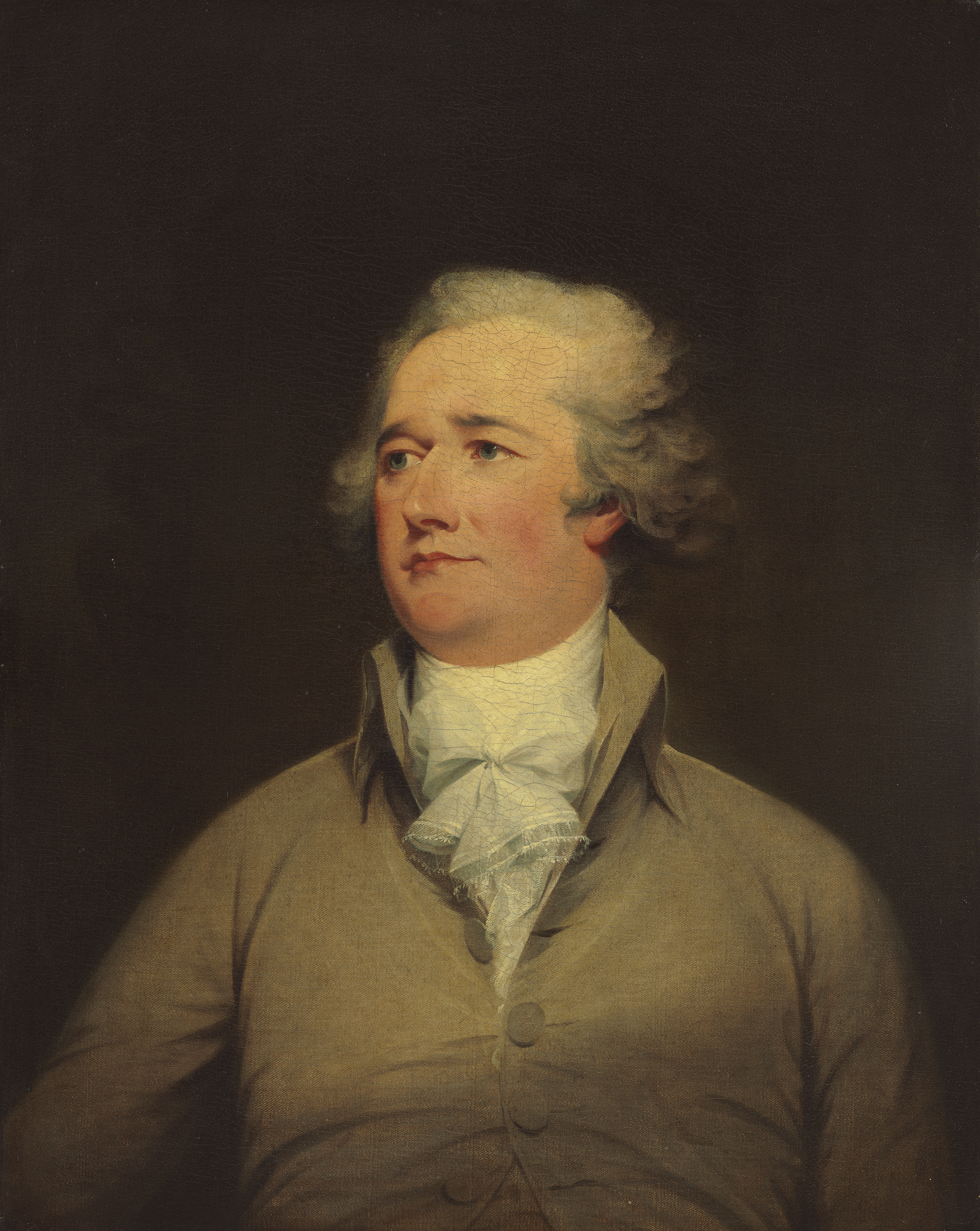
Alexander Hamilton som finansminister 1792.

År 1789 blev han unionens första finansminister och gjorde som sådan en stor insats, bland annat vid statsskuldens reglering, den unionella bankens grundläggning och det unionella skatteväsendets ordnande. Hamiltons strävan gick ut på att skapa ordnade och stabila förhållanden. En förutsättning var centralmaktens stärkande. Hur långt Hamilton ville gå är ovisst, men tanken på en kung torde inte ha varit honom helt främmande. Under alla omständigheter var han aristokratiskt sinnad och en representant för nordstaternas förmögnare befolkningslager. Att han främst tillvaratog dessas intressen i sin bank-, statsskulds- och penningpolitik är tydligt. Hans strävan att genom tullar bidra till en nordamerikansk industris framväxt visar i samma riktning. Gentemot Hamiltons politik gjorde sig på olika håll starkt missnöje gällande. Ledare för detta blev utrikesministern Thomas Jefferson, grundaren av demokratiska partiet. George Washington ställde sig dock på Hamiltons sida och denne förblev även efter sin avgång som finansminister 1795 Washingtons främste rådgivare och som sådan den kanske mest dominerande gestalten i unionens politiska liv.

## Befälhavare
Under president John Adams minskades hans inflytande. Hamilton, som 1799–1800 var befälhavare över unionens trupper, önskade att gå i krig mot Spanien och Frankrike. Han stöddes här av sitt parti. Adams gick dock i en annan politisk riktning. Sedan demokraterna med Thomas Jefferson 1800 kommit till makten såg Hamilton med misstro på deras politik, av vilken han väntade sig ruin och anarki. Innan ännu utvecklingen vänt till en för demokraterna ofördelaktig riktning, omkom Hamilton, som bidade sin tid, i en duell med unionens vicepresident Aaron Burr, vars karriär han vid olika tillfällen lyckats hindra. Hamilton var vid sidan av sin politiske motståndare Jefferson den främsta politiske gestalten under USA:s första år, och den egentlige skaparen av den verkliga unionen mellan USA:s stater och en fast centralstat. I många avseenden föregrep han i sin utrikespolitik, i sina ekonomiska och statsrättsliga projekt den kommande utvecklingen i USA. Hans aristokratiska läggning gjorde honom emellertid till en annorlunda amerikansk politiker, och han har kallats en av USA:s främsta gestalter, samtidigt som han varit en av landets mest "oamerikanska".